# Judo-Weltmeisterschaften 1969
Die 6. Judo-Weltmeisterschaften 1969 fanden vom 23. bis zum 25. Oktober in Mexiko-Stadt, Mexiko statt.

## Ergebnisse

### Männer
| Gewichtsklasse | Gold                | Silber          | Bronze                               |
| -------------- | ------------------- | --------------- | ------------------------------------ |
| bis 63 kg      | Yoshio Sonoda       | Toyokazu Nomura | Kim Sang-chul Sergei Suslin          |
| bis 70 kg      | Hiroshi Minatoya    | Yoshimitsu Kōno | Kim Chil-bok Dawid Rudman            |
| bis 80 kg      | Isamu Sonoda        | Katsuya Hirao   | Oh Seung-lip Martin Poglajen         |
| bis 93 kg      | Fumio Sasahara      | Peter Herrmann  | Tomoyuki Kawabata Wladimir Pokatajew |
| über 93 kg     | Shūji Suma          | Klaus Glahn     | Mitsuo Matsunaga Giwi Onaschwili     |
| Offene Klasse  | Masatoshi Shinomaki | Willem Ruska    | Ernst Eugster Nobuyuki Satō          |

## Medaillenspiegel
| Rang | Land           | Gold | Silber | Bronze | Gesamt |
| ---- | -------------- | ---- | ------ | ------ | ------ |
| 1    | Japan          | 6    | 3      | 3      | 12     |
| 2    | BR Deutschland | –    | 2      | –      | 2      |
| 3    | Niederlande    | –    | 1      | 2      | 3      |
| 4    | Sowjetunion    | –    | –      | 4      | 4      |
| 5    | Südkorea       | –    | –      | 3      | 3      |
|      | Total          | 6    | 6      | 12     | 24     |